# Dendrocerus ergensis
Dendrocerus ergensis är en stekelart som först beskrevs av Ghesquiere 1960.  Dendrocerus ergensis ingår i släktet Dendrocerus och familjen trefåresteklar. Inga underarter finns listade i Catalogue of Life.